# Dinajpur
Dinajpur (en bengalí: দিনাজপুর) es una ciudad importante en el norte de Bangladés. Se encuentra ubicado en el distrito de Dinajpur, cerca de la ciudad capital de la división de Rangpur, 413 kilómetros al noroeste de la ciudad de Daca. Está situado en la latitud 25o37' N y la longitud 88o39' E, en la orilla oriental del río Punarvhaba. Limita al norte con Suihari, Katapara, Bangi Bechapara, Pulhat, Koshba en el sur, en el este por Sheikhupura y en el oeste por el río Punarbhava.

## Educación

### Alfabetización
El porcentaje de alfabetización en la ciudad es de 56,5%, que es bastante alto en comparación con la de otros pueblos de la parte norte de Bangladés. El progreso de la educación se ha caracterizado por aumento gradual y constante de la proporción de personas alfabetizadas.

### Instituciones educativas
En los últimos 25 años, en Dinajpur se han creado algunas instituciones educativas prominentes las cuales son todas financiadas por el gobierno. Entre las principales se encuentran:
- El Hajee Mohammad Danesh Science & Technology University (en español: Universidad de Ciencia y Tecnología Hajee Mohammad Danesh) que se encuentra a 13 km al norte de la ciudad de Dinajpur; es una de las instituciones prominentes en el norte de Bengala en Bangladés. En esa institución se ofrece diversos programas de pregrado como ciencias de la computación, BBA, agricultura, pesca, veterinarios y programas de postgrado como agronomía, horticultura, ciencia del suelo, etc.

- El Dinajpur Medical College, fundada en 1992,  es una de las quince instituciones médicas financiadas por el gobierno. Está ubicada en el área histórica sagar de Ananda en el pueblo de Dinajpur. Currently ofrece Programa MBBS de 5 años junto con 1 año obligatorio adicional del Programa de Pasantías para la graduación.

## Municipalidad
Al principio, después de su formación en 1856, la Municipalidad de Dinajpur solía ser dirigido por un comité de la ciudad presidida por un Magistrado Adjunto. Este fue uno de los primeros 40 municipios de Bengala en ese momento. Más tarde, en 1868, la "Ley de Ciudad Distrito" encargó el poder a un Presidente del municipio que sustituyó al Magistrado Adjunto y le da un rango similar a un juez de distrito. El señor Patterson fue nombrado el primer presidente de Dinajpur Municipio en 1869.

## Galería

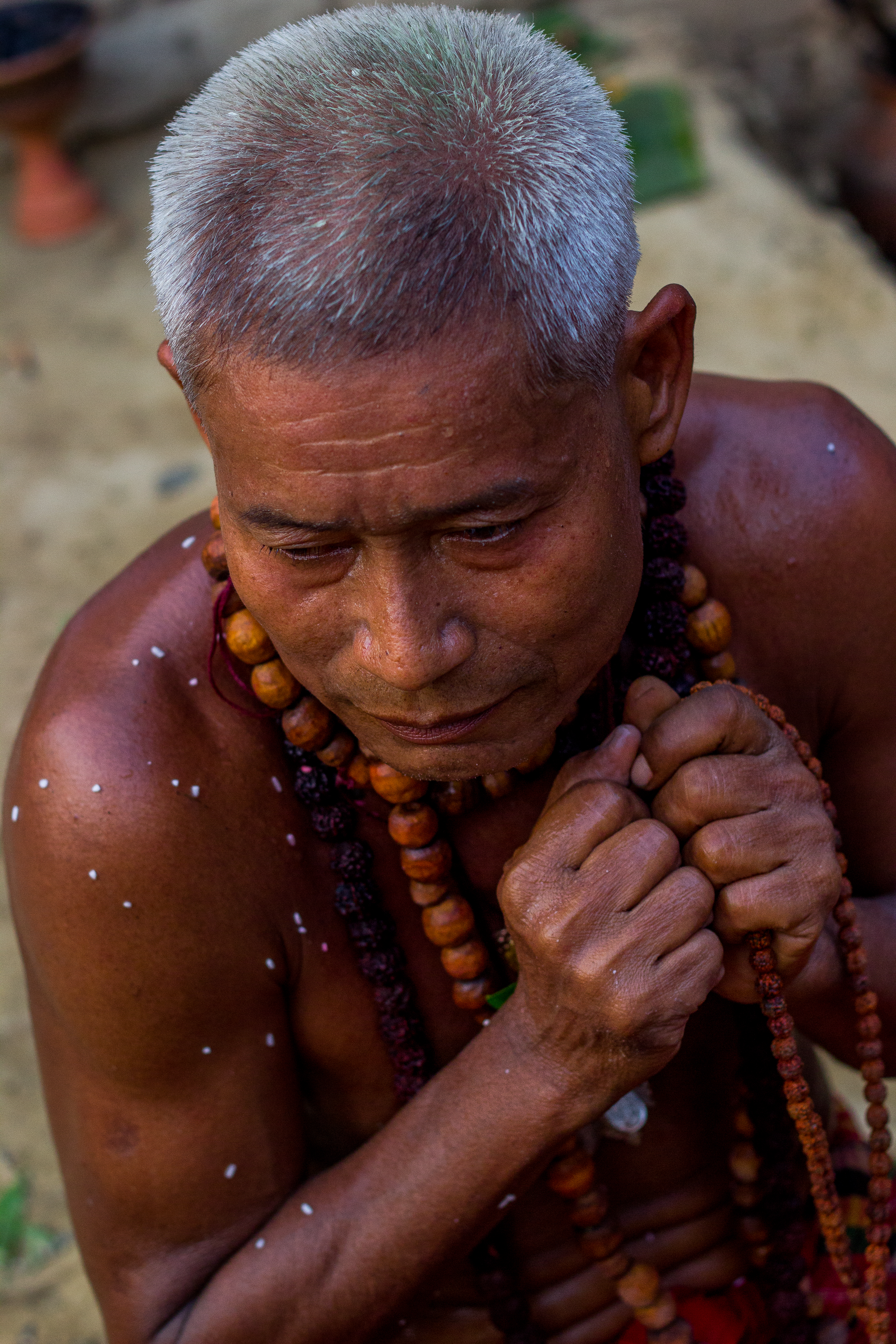
Buri Puja, Dinajpur
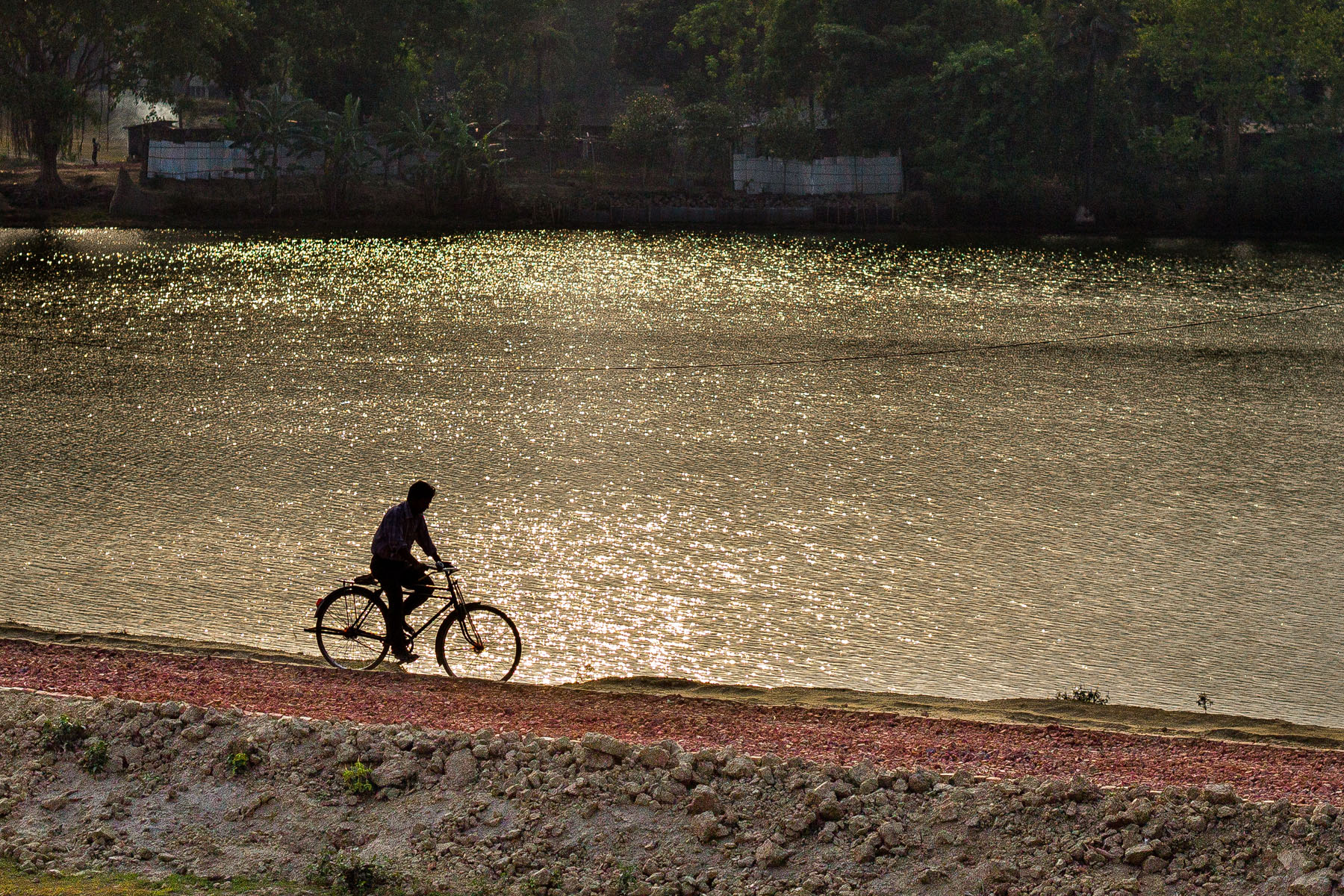
Sukh Sagor
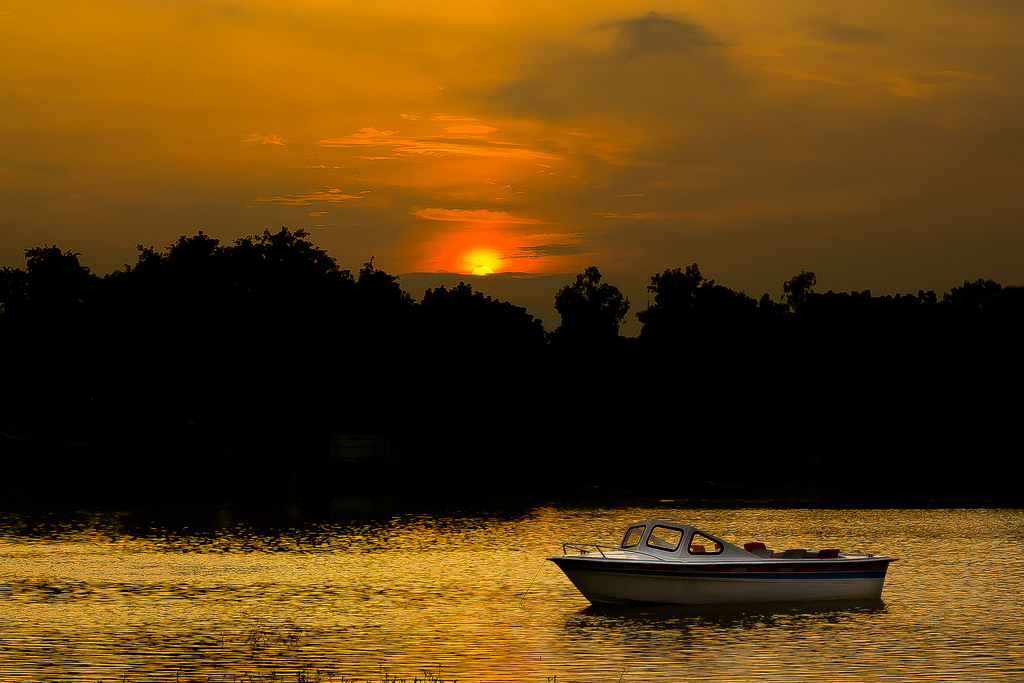
Matasagor
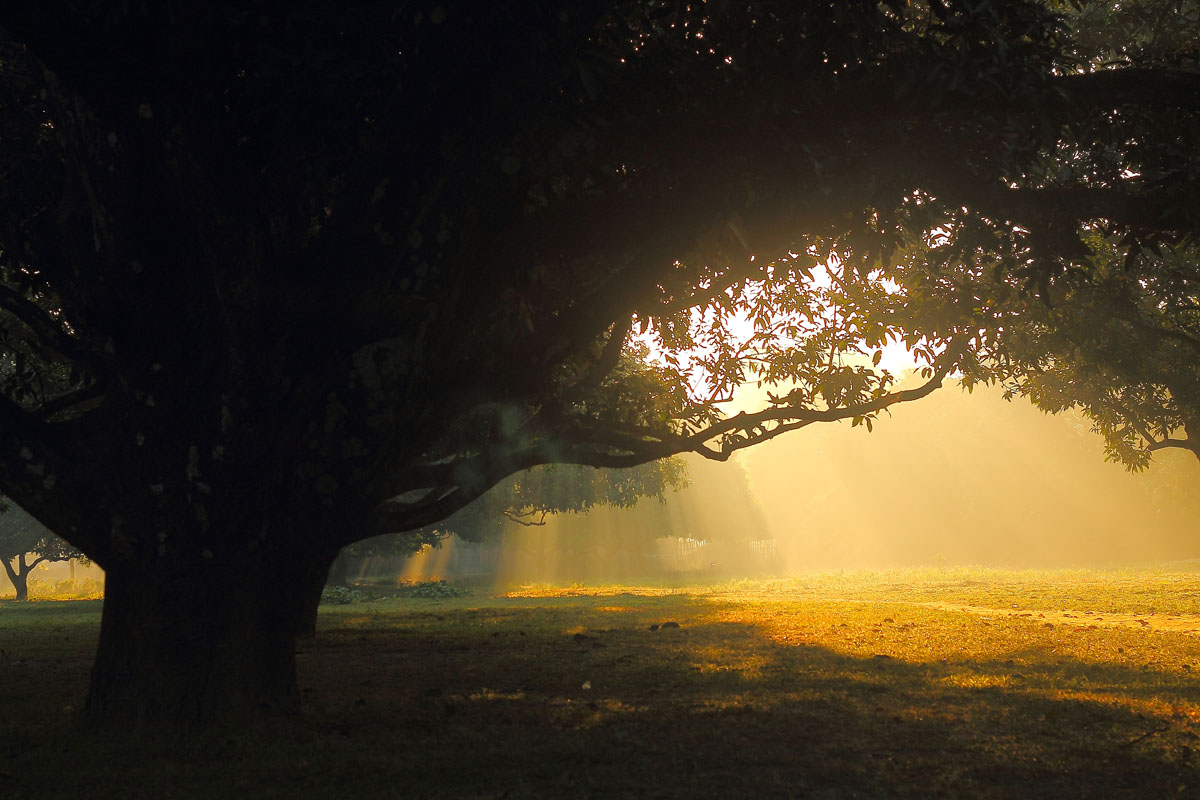
Bangibechar Hat
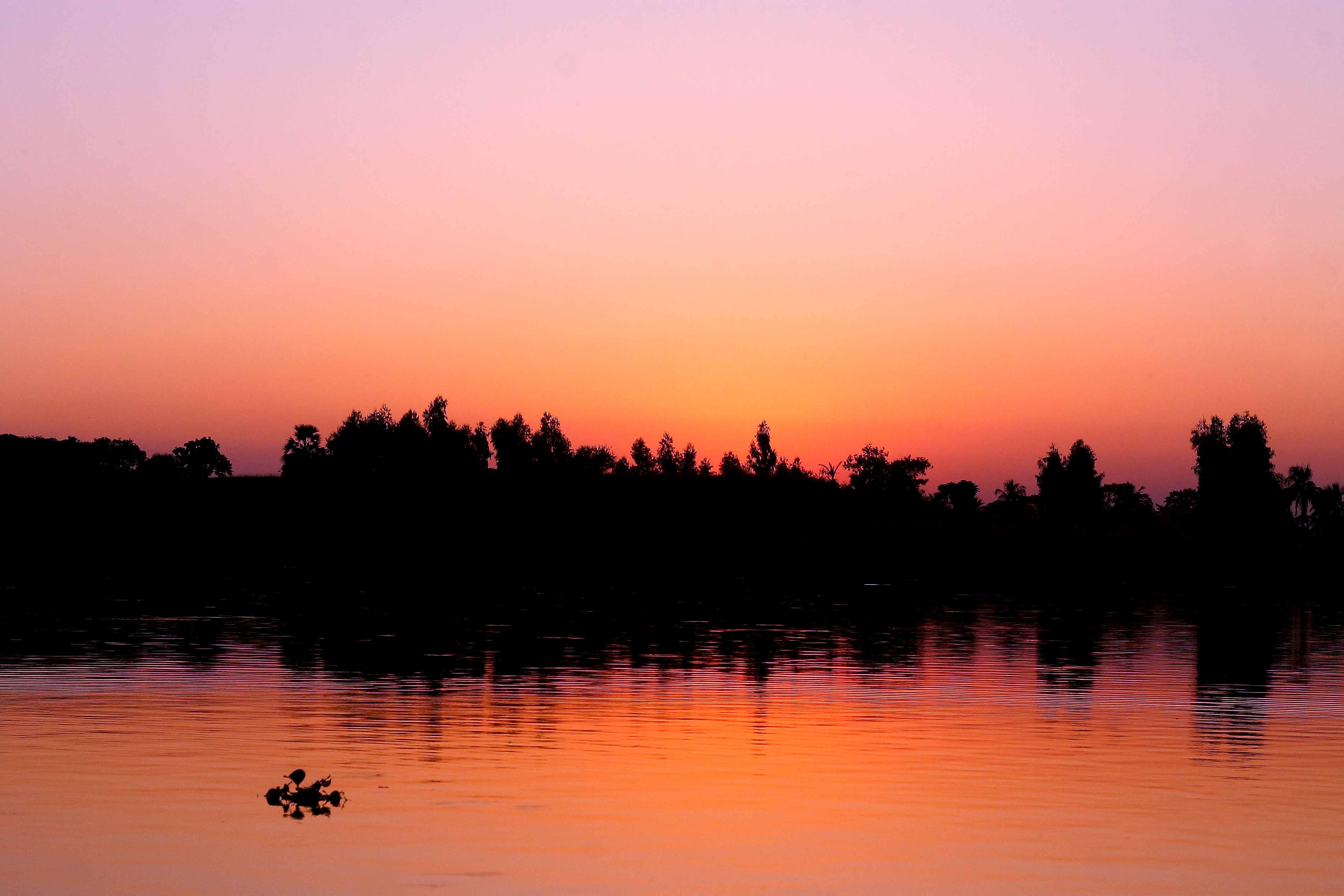
Sunrise
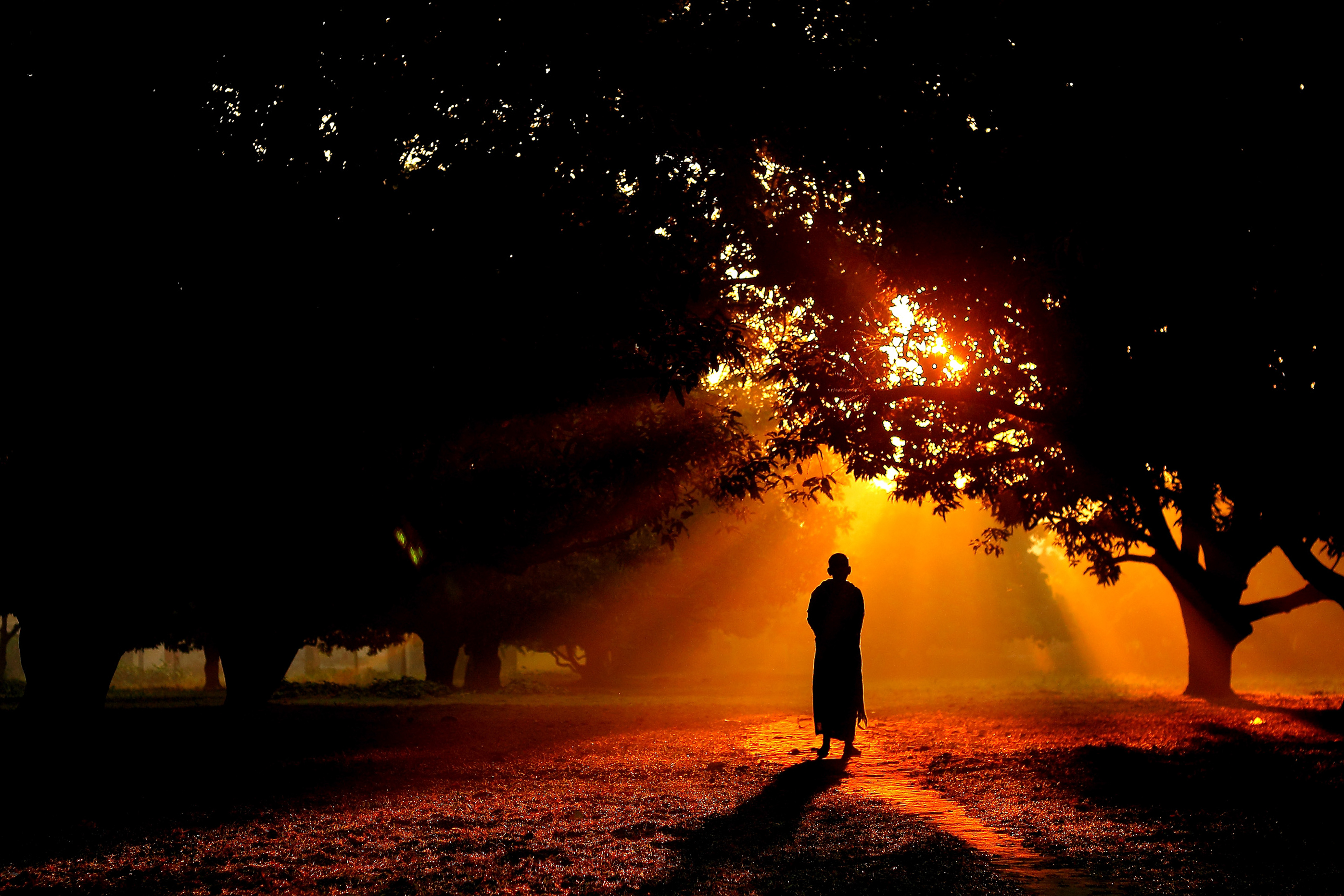
Bangibechar Hat